# زن (صحيفة)
صحيفة زن (أي امرأة باللغة الفارسية) هي صحيفة إيرانية اهتمت بقضايا المرأة وحقوقها، صدرت في عام 1998 ومنعت في العام التالي 1999. أسستها فائزة هاشمي في يوليو 1998، وكانت أكثر الصحف المهتمة بالمرأة وقضاياها انتشارا وجدية في الساحة الإيرانية.